# Trimetilalluminio
Il trimetilalluminio, (TMA), è il composto organometallico di formula Al2(CH3)6, abbreviato come Al2Me6 o (AlMe3)2. In condizioni normali è un liquido incolore piroforico. Industrialmente è importante e viene utilizzato principalmente nei processi di polimerizzazione delle olefine e come agente metilante.

## Struttura e proprietà
La molecola di Al2Me6 esiste come dimero, con struttura e legami simili a quelli del diborano. La coordinazione attorno all'alluminio è tetraedrica, e i due atomi di alluminio sono collegati tramite gruppi metilici a ponte usando legami a tre centri e due elettroni. Le distanze Al–Cterminale e Al–Ca ponte sono rispettivamente di 197 e 214 pm. Gli atomi di carbonio dei metili a ponte sono pentacoordinati. I gruppi metilici terminali e a ponte si interscambiano rapidamente con meccanismi inter- e intramolecolari.
La specie monomerica AlMe3 è presente in quantità trascurabile in equilibrio con il dimero Al2Me6.

## Sintesi
Al2Me6 viene preparato industrialmente per reazione tra alluminio e clorometano; si forma un composto intermedio clorurato che viene poi ridotto con sodio:
4Al + 6MeCl  → 2Me3Al2Cl3
2Me3Al2Cl3 + 6Na  → Al2Me6 + 2Al + 6NaCl
In passato piccole quantità di TMA erano preparate in laboratorio facendo reagire Al e dimetilmercurio:
2Al + 3HgMe2  → Al2Me6 + 3Hg
L'uso di questa reazione viene tuttavia evitato dato che il dimetilmercurio è estremamente tossico e pericoloso per l'ambiente.

## Reattività
Composti con legami a tre centri e due elettroni sono tipicamente elettron-deficienti e sono quindi acidi di Lewis. TMA è un acido di Lewis più forte dei composti organici del boro BR3. Per reazione con basi di Lewis si formano prodotti contenenti solo normali legami a due centri e due elettroni. Ad esempio la reazione con ammine fornisce addotti tipo R3N–AlMe3. TMA è inoltre un forte agente metilante.
La reazione con reagenti protici libera metano:
Al2(CH3)6 + 6HX  → 6CH4 + 2AlX3
Lo stesso schema di reazione vale anche per la reazione con acqua e alcoli:
Al2(CH3)6 + 6H2O  → 6CH4 + 2Al(OH)3

## Usi
Il TMA viene utilizzato principalmente per produrre metilalluminossano, usato come co-catalizzatore del  catalizzatore di Ziegler-Natta nei processi di polimerizzazione delle olefine. Il TMA è usato inoltre come metilante. Il reattivo di Tebbe, preparato usando TMA, è impiegato per metilare esteri e chetoni.
Trova applicazioni anche nella fabbricazione di semiconduttori per ottenere film sottili ad alta costante dielettrica, come Al2O3, tramite Chemical Vapor Deposition o Atomic Layer Deposition.  
Il TMA è spesso rilasciato da razzi-sonda per evidenziare e studiare i venti nell'alta atmosfera.

## Indicazioni di sicurezza
Il TMA è disponibile in commercio; è un composto pericoloso, da trattare con molta attenzione. Deve essere conservato e utilizzato in atmosfera inerte, dato che si infiamma spontaneamente all'aria. Reagisce violentemente con l'acqua, liberando metano (infiammabile). In caso di contatto provoca gravi ustioni a pelle e mucose e gravi lesioni oculari. Non ci sono dati che indichino proprietà cancerogene.  Viene venduto anche come soluzione in idrocarburi inerti come toluene, esano o eptano; in questa forma i rischi di accensione sono minori.